# Kosmos 2483
Kosmos 2483, ruski vojni komunikacijski satelit iz programa Kosmos. Vrste je Strijela-3M (14F132 Rodnik S br. 15 L).
Lansiran je 15. siječnja 2013. godine u 1:26 s kozmodroma Pljesecka u Rusiji. Lansiran je u nisku orbitu oko planeta Zemlje raketom nosačem Rokot/Briz-KM. Orbita mu je 1478 km u perigeju i 1501 km u apogeju. Orbitna inklinacija mu je 82,50°. Spacetrackov kataloški broj je 39058. COSPARova oznaka je 2013-001-B. Zemlju obilazi u 115,75 minuta. Mase je 225 kg.
Ruska Federacija nije rekla koje je satelite ponijela raketa-nosač, no raketina ciljana orbita ukazuje da nosi tri Rodnika, satelita projektiranih za prosljeđivanje poruka između vojnih korisnika poslanih u udaljenim područjima.
Nekoliko satelita Rodnika poslano je u istoj misiji. Dio Briz-KM se odvojio tijekom misije.

## Vanjske poveznice
- N2YO.com Search Satellite Database
- Celes Trak SATCAT Format Documentation (engl.)
- Kunstman  Arhivirana inačica izvorne stranice od 12. kolovoza 2019. (Wayback Machine) Satellites in Orbit (engl.)